# Mieso (woreda, Oromia)
Pour les articles homonymes, voir Mieso.
Mieso est un des 180 woredas de la région Oromia, en Éthiopie.
Le woreda compte 130 709 habitants en 2007. Il porte le même nom que sa ville principale Mieso — connue pour être la gare la plus proche d'Asebe Teferi — et que le woreda Mieso de la région Somali.

## Géographie
Situé dans la zone Mirab Hararghe de la région Oromia, le woreda est desservi par la route A10 Harar-Awash, sur le tronçon qui va de Chiro/Asebe Teferi à la région Afar.
La route en provenance de Dire Dawa traverse Mulu au nord-est du woreda et rejoint l'A10 à Mieso.
La ligne d'Addis-Abeba à Djibouti ne dessert plus que la gare de Mieso[à vérifier] tandis que le chemin de fer djibouto-éthiopien desservait autrefois dans le woreda les gares de Mulu, Mieso, Asebot, Kora et Arba Bordele à respectivement environ 1 255, 1 322, 1 490, 1 248 et 1 100 m d'altitude,.
Les terres arables — où l'on cultive notamment le sésame et le haricot — représentent 11,5% du territoire tandis que 23,7% manquent d'eau, 27,3% sont considérées comme dégradées ou inutilisables, 8,9% sont des pâturages et 28,7% sont des bois ou des forêts[réf. souhaitée].

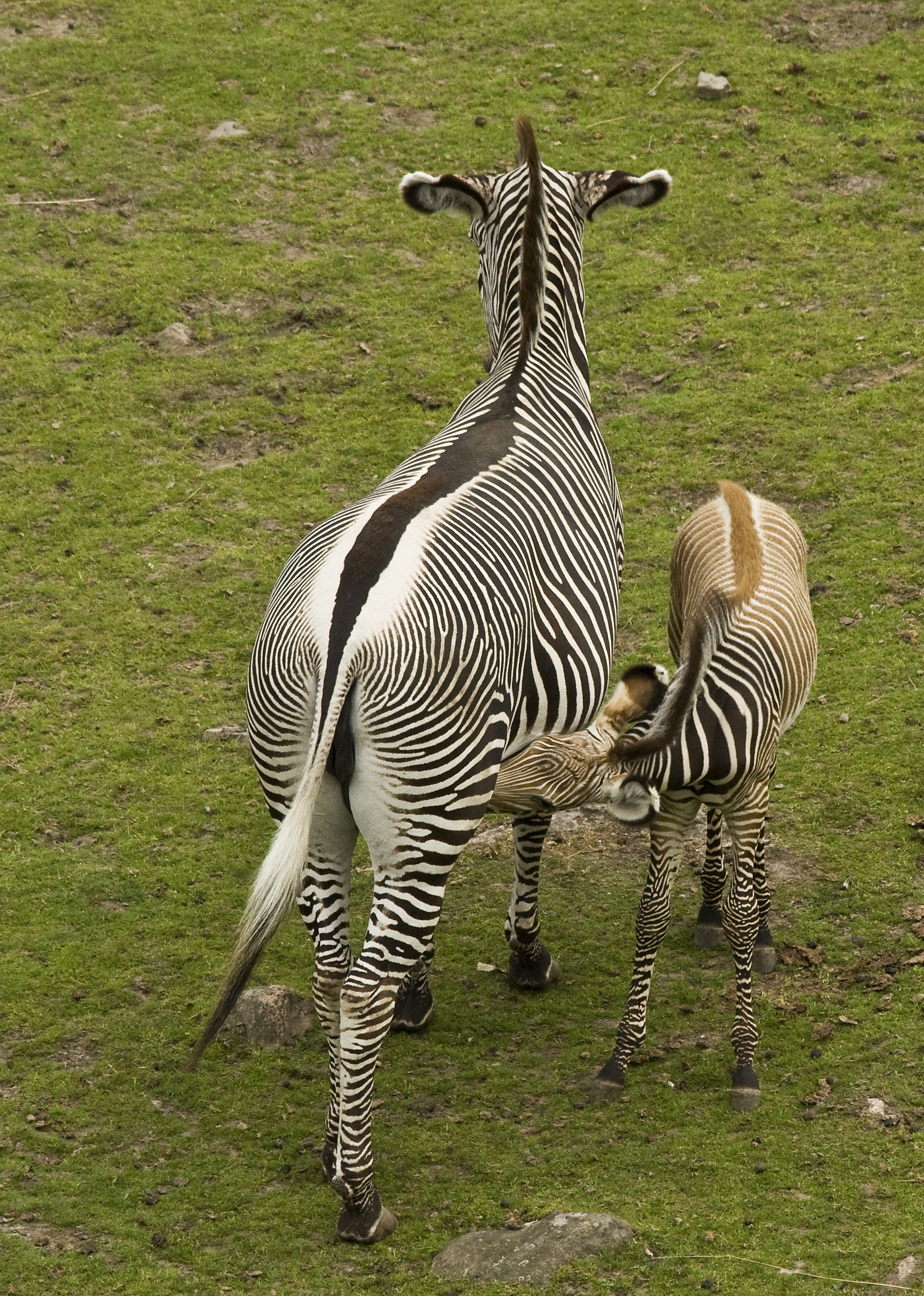
Zèbre de Grévy et son zébreau (Equus grevyi) dans un parc en Suède.

Le woreda fait partie du bassin versant du fleuve Awash avec notamment les rivières Beke et Arba[réf. souhaitée].
Le point culminant est le mont Asebot à 2 348 m d'altitude avec le monastère Asabot Selassie sur son versant est, à une vingtaine de kilomètres au nord d'Asebot.
La réserve Aledeghi wildlife reserve protège des espèces menacées telles que le zèbre de Grévy dans le nord-ouest du woreda, au-delà du mont Asebot, ainsi que dans la région Afar[réf. souhaitée].
|                             | (région Afar) | Mieso (région Somali) |
| Awash Fentale (région Afar) | Mieso         | Doba                  |
|                             | Guba Koricha  | Chiro Zuria           |

## Histoire
- Référendum d'octobre 2004 établissant la frontière contestée entre les régions Oromia et Somali.
- Construction de la ligne d'Addis-Abeba à Djibouti à proximité de l'ancien chemin de fer djibouto-éthiopien.

## Démographie
D'après le recensement national de 2007 réalisé par l'Agence centrale de statistique d'Éthiopie, le woreda compte 130 709 habitants et 19,4% de la population est urbaine.
La population urbaine comprend 7 845 habitants à Asebot, 2 219 à Boridede et 1 985 à Kora ainsi que les 13 339 habitants de la ville de Mieso.
La plupart des habitants (97,1%) sont musulmans et 2,7% sont orthodoxes.
Avec une superficie de 2 573,44 km2[réf. souhaitée], le woreda a en 2007 une densité de population de 51 personnes par km2 ce qui est inférieur à la moyenne de la zone.
En 2020, la population est estimée (par projection des taux de 2007) à 167 743 personnes.